# Lakeview Cemetery

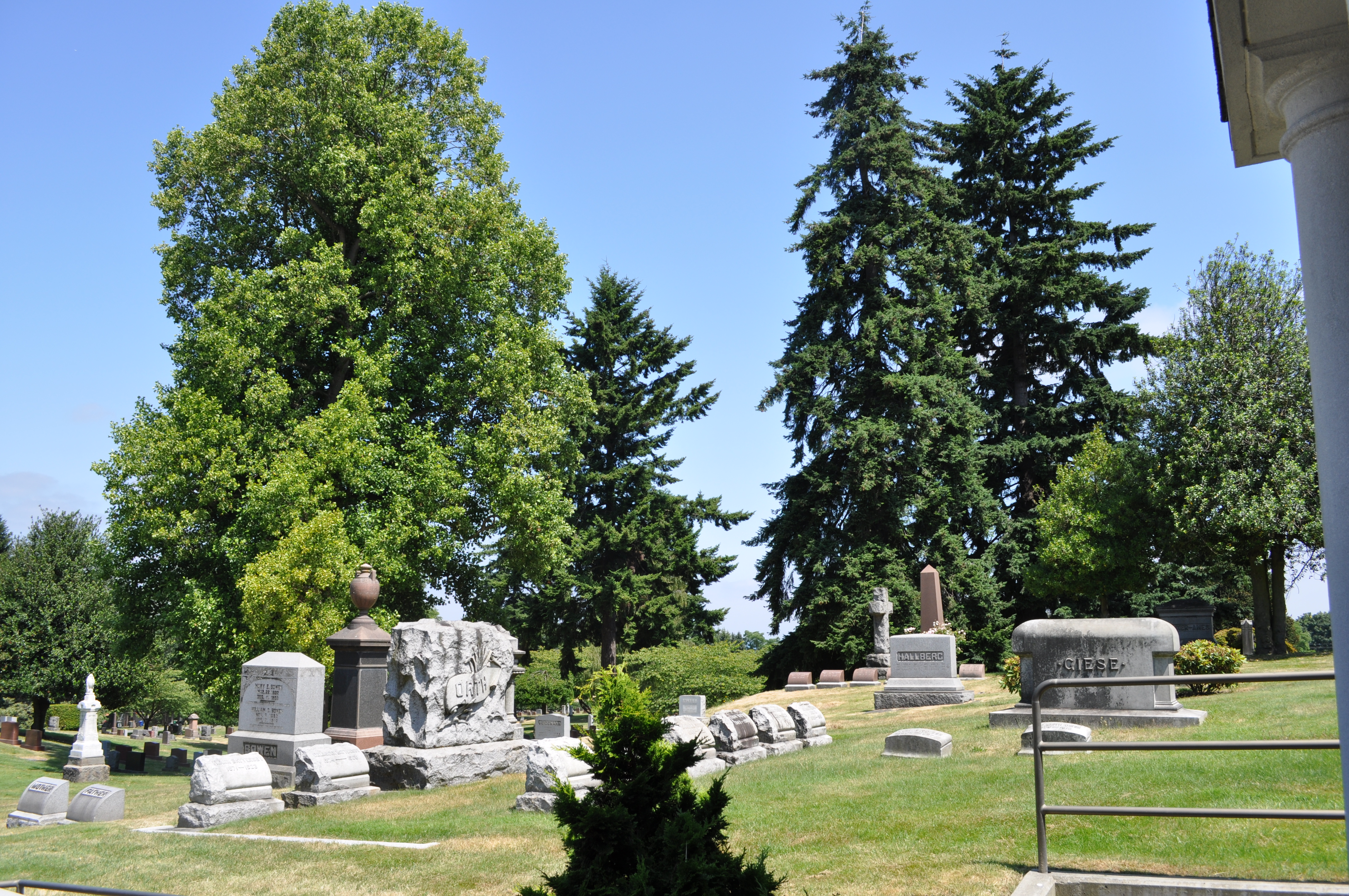
Lakeview Cemetery

Het Lakeview Cemetery is een bekende begraafplaats in Seattle, in de Verenigde Staten.
Hier liggen onder meer begraven:
- Bruce Lee, acteur
- Brandon Lee, acteur